# Port lotniczy Stambuł-Atatürk
Port lotniczy Stambuł-Atatürk (tur. Atatürk Havalimanı, kod IATA: ISL, kod ICAO: LTBA) – lotnisko w Turcji, położone jest w europejskiej części państwa, 15 km na południowy zachód od centrum Stambułu. W 2018 roku obsłużył ponad 68 milionów pasażerów. Wszystkie regularne połączenia pasażerskie zostały przeniesione na nowe lotnisko w Stambule w dniu 6 kwietnia 2019 roku, również kod portu „IST” przeniesiono na nowe lotnisko.
Obecnie port obsługuje tylko połączenia towarowe, lotnictwo ogólne oraz loty biznesowe, rządowe i dyplomatyczne.
Od 29 lipca 1985 patronem lotniska jest Mustafa Kemal Atatürk. Wcześniej lotnisko nosiło nazwę Yeşilköy.

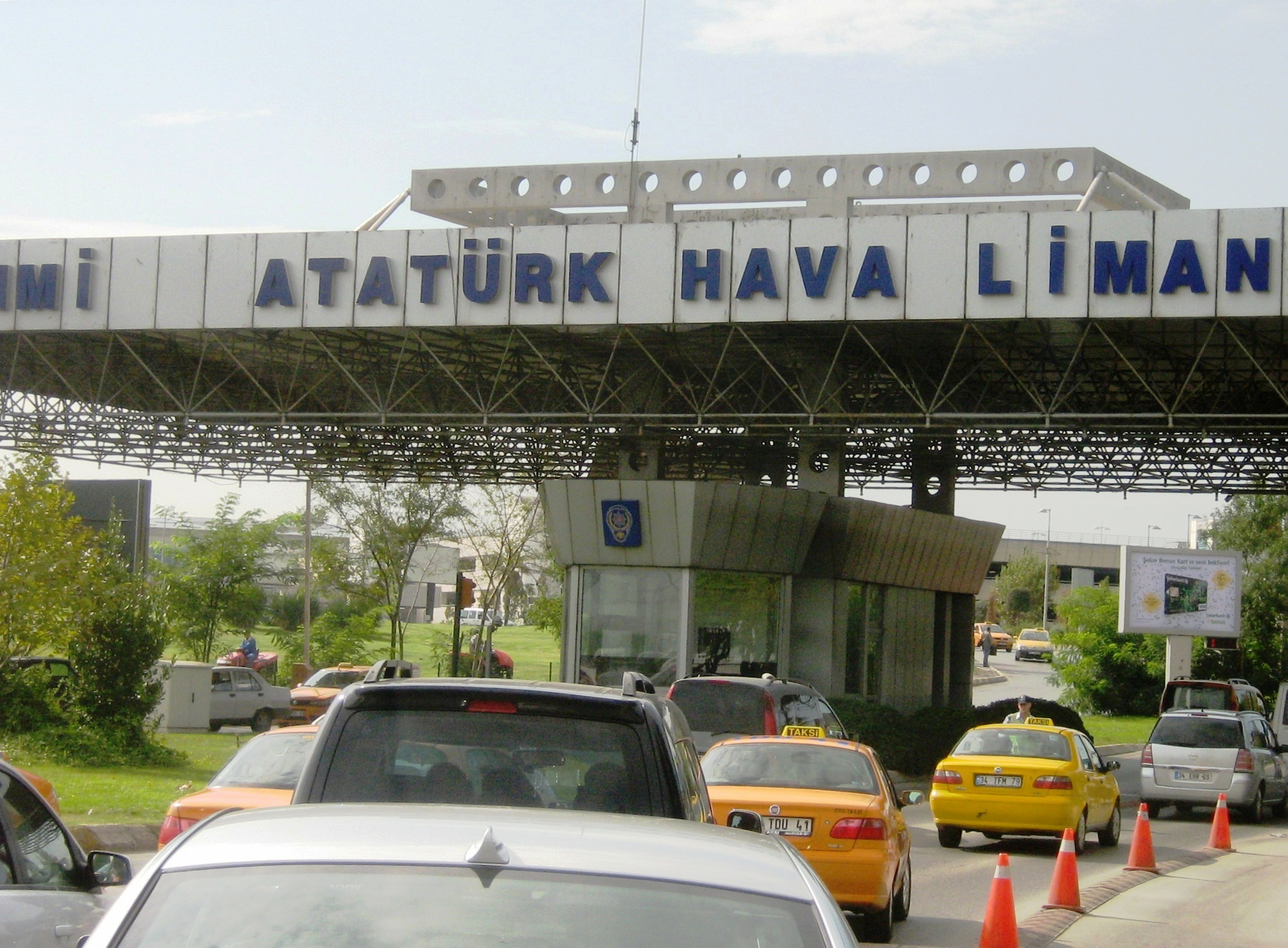
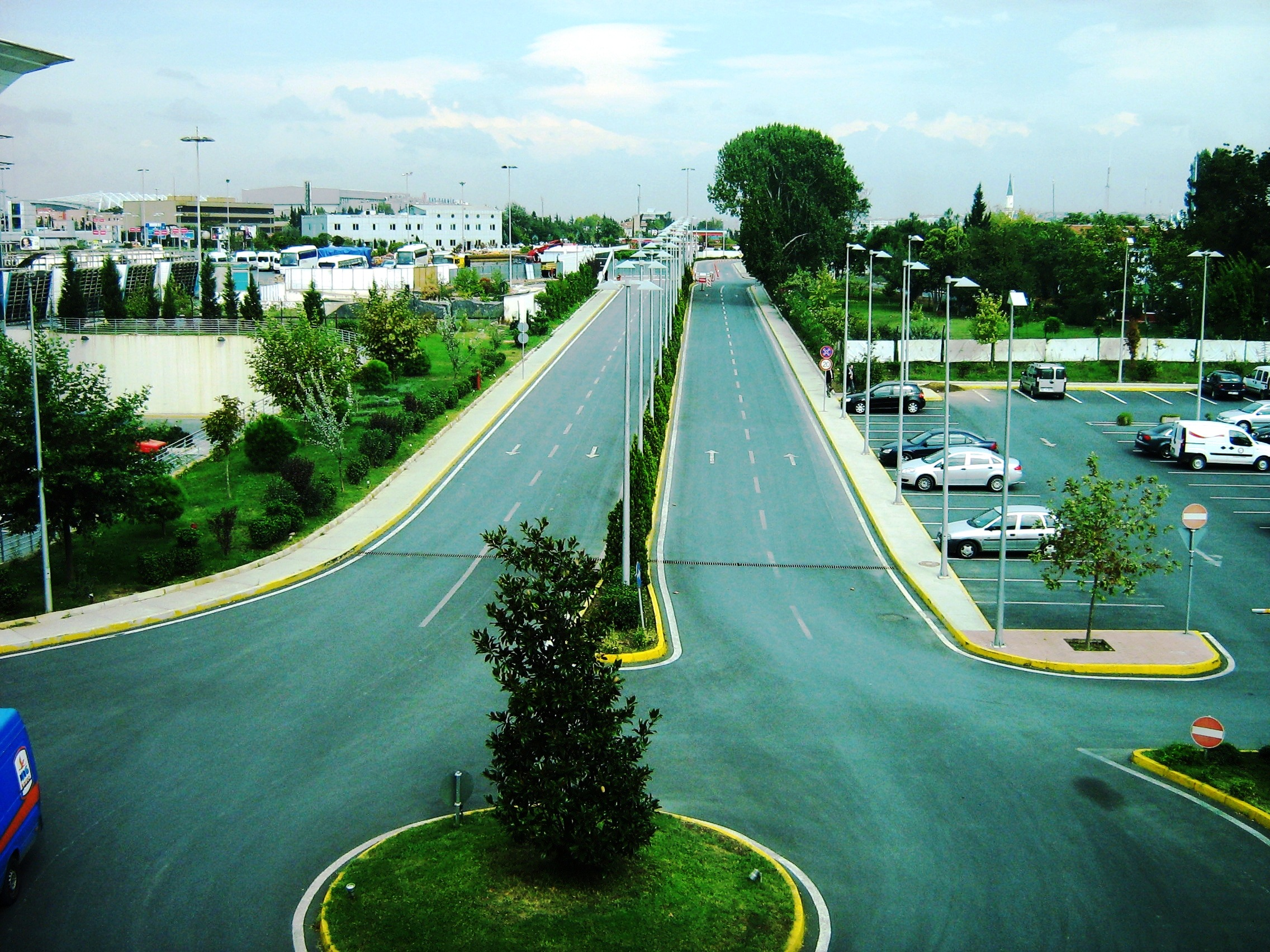
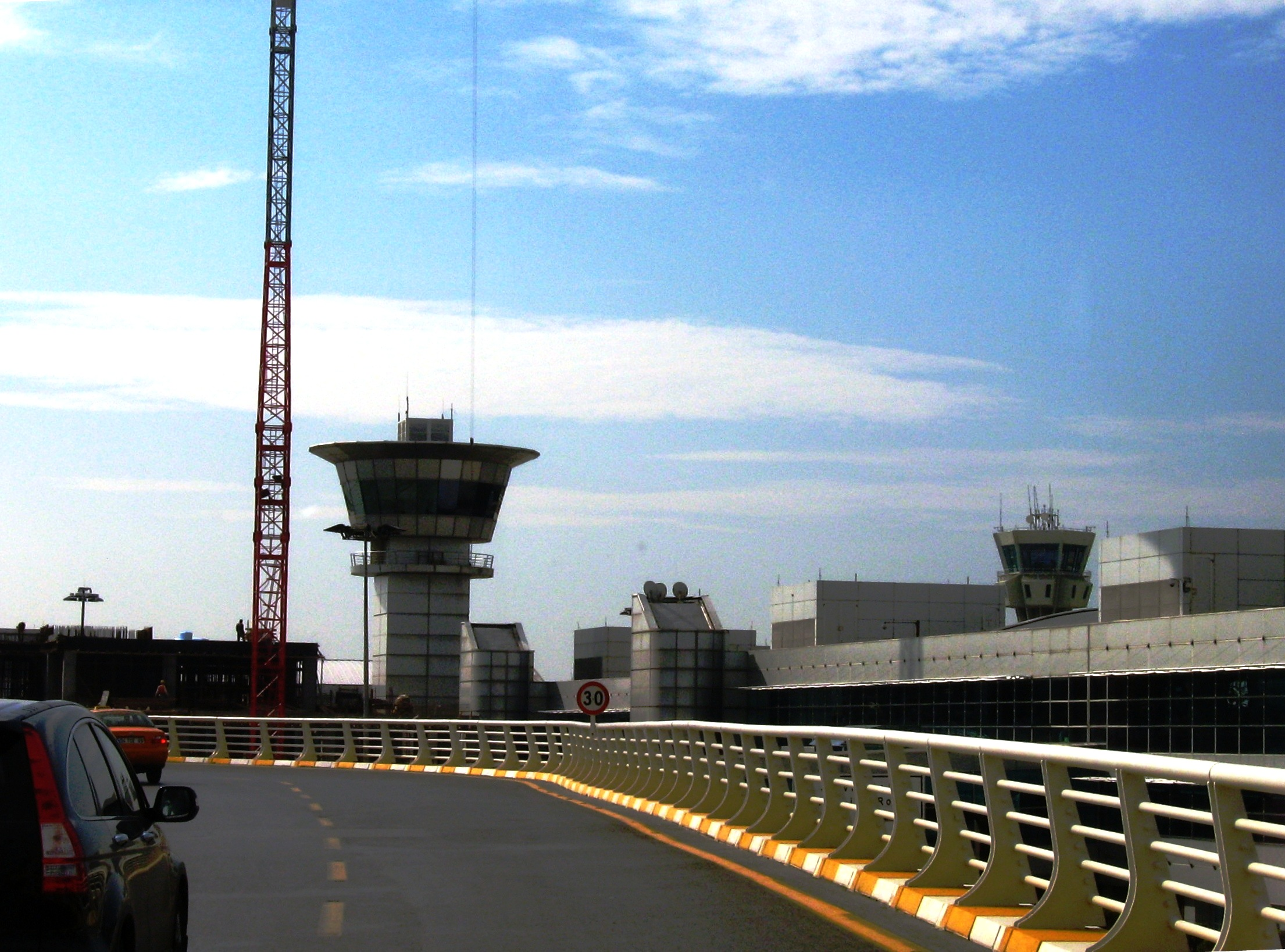
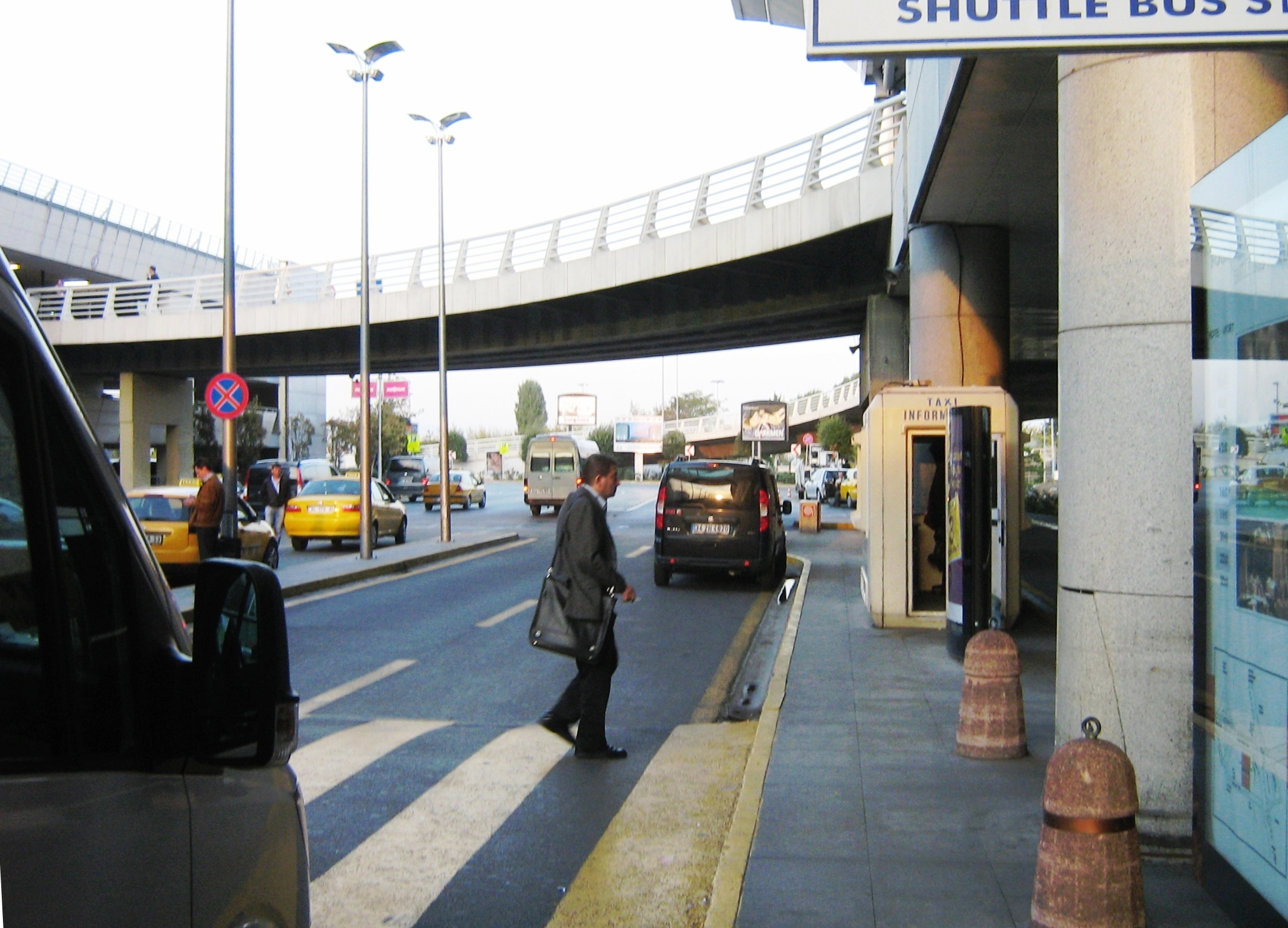

## Wydarzenia
11 października 2007 roku samolot typu McDonnell Douglas MD-83 egipskich linii AMC Airlines z 156 pasażerami i 7 członkami załogi, lecący z portu lotniczego Hurghada na Lotnisko Chopina, zapalił się podczas awaryjnego lądowania bez podwozia, przekraczając limit drogi startowej. Lądowanie odbyło się w ciemnościach, ale przy dobrej pogodzie. Obyło się bez ofiar śmiertelnych. Z powodu bliżej nieznanej technicznej usterki pilot samolotu nie był w stanie wysunąć podwozia i lądował na tzw. „podbrzuszu”, co spowodowało tarcie i pożar.
W dniu 28 czerwca 2016 roku w porcie lotniczym doszło do zamachu, w którym zginęło co najmniej 45 osób, a co najmniej 239 osób zostało rannych.